# Riavanti... Marsch!
Riavanti... Marsch! è un film  italiano del 1979 diretto da Luciano Salce.

## Trama
Cinque uomini di mezza età vengono richiamati per un corso di aggiornamento nella caserma militare dove 20 anni prima avevano svolto il servizio di leva.
Alessio è un proletario, fermo sostenitore dei diritti dei lavoratori e contro il capitalismo; Giovanni Crippa è un industriale milanese che conduce una vita monotona; Otello Cesarini è un venditore ambulante oppresso dai debiti; Francesco Paternò è un nobile palermitano; infine c'è Pietro Bianchi che ritornando nel luogo della caserma spera di ritrovare un'antica "fiamma"; invece fa la conoscenza di una giovane ragazza allegra, esuberante e spregiudicata che probabilmente è il frutto della relazione con il suo amore di gioventù.
Ad eccezione di Pietro, che è un Tenente, i restanti quattro vengono tenuti costantemente sotto torchio dal colonnello, ansioso di ricevere una visita d'ispezione di un ufficiale americano. Nel frattempo Giovanni ritrova Zaira, suo amore di gioventù, entrando in conflitto con il compagno della donna.
Otello invece si innamora di Elena, un'infermiera: Alessio, Francesco e Giovanni tentano di rendere il loro amore impossibile con scherzi di cattivo gusto.
Francesco è tormentato dal pensiero che Immacolata, la moglie rimasta da sola in Sicilia, possa tradirlo. Pietro deve invece fronteggiare l'ardore di Marina, senza poter cedere ai suoi istinti dato che ha il forte sospetto di essere suo padre.
Alessio invece è scapolo e decisamente sfortunato in amore; riesce però a conquistare il cuore di Valeria, la titolare dello spaccio della caserma, dopo che inizialmente la ragazza si era illusa di poter coronare il suo amore per Francesco, ignorando che l'uomo fosse già sposato.

## Produzione
La produzione girò la pellicola in un oratorio salesiano sulla via Prenestina, a Roma.